# Supercoppa spagnola 2005 (pallavolo maschile)
La Supercoppa spagnola 2005 si è svolta il 24 novembre 2005: al torneo hanno partecipato due squadre di club spagnole e la vittoria finale è andata per la prima volta al Pòrtol.

## Regolamento
Le squadre hanno disputato una gara unica.

## Squadre partecipanti
| Squadra | Qualificazione                  | Ultima partecipazione    |
| ------- | ------------------------------- | ------------------------ |
| Almería | Vincitrice SVM 2004-05          | Supercoppa spagnola 2004 |
| Pòrtol  | Vincitrice Coppa del Re 2004-05 | Debutto                  |

## Torneo
| 24 novembre 2005 Pabellón Multifuncional de Bayas, Miranda de Ebro Durata: 1h:07 - Spettatori: 1 500 | Almería | 0 - 3 | Pòrtol | 19-25, 19-25, 21-25 |